# カリフォルニケイション
カリフォルニケイション（Californication) は、レッド・ホット・チリ・ペッパーズの7枚目のスタジオ・アルバム。

## 概要
タイトルの由来は、彼らの昔からの活動拠点であり、資本主義の象徴であるハリウッド映画産業を抱える "California" と「姦淫する」という意味を含む "fornicate" を合わせた造語であり、一種のレベリズム的なタイトルになっている。薬物中毒から立ち直ったジョン・フルシアンテがバンドに復帰して制作された、彼らの起死回生作と言えるアルバムで、これまでの派手でハードなサウンドから一転、メロディアスで優しい雰囲気のサウンドとなった。シングルカットされた「スカー・ティッシュ」で二度目のグラミー賞を獲得、アルバム自体も自身最大のセールスを記録した。また同年、30周年となるウッドストック 1999に最終日のトリとして出演する。
このアルバムから、日本版ライナノーツを有島博志が担当している。 
『ローリング・ストーン誌が選ぶオールタイム・ベストアルバム500』に於いて、286位にランクイン。

## 収録曲
全曲 作詞作曲：アンソニー・キーディス、フリー、ジョン・フルシアンテ、チャド・スミス
1. アラウンド・ザ・ワールド - Around the World - 3:58
シングルカット曲（ビルボード最高7位）。映画『BECK』オープニングテーマ。他と異なる最後のサビは、フリーの娘の発案によるもの。
2. パラレル・ユニバース - Parallel Universe - 4:30
シングルになっていないアルバム曲では唯一ベストアルバムにも収録された曲。
3. スカー・ティッシュ - Scar Tissue - 3:37
グラミー賞獲得のシングルカット曲。
4. アザーサイド - Otherside - 4:15
シングルカット曲。反復ビートを基調としたバラード。
5. ゲット・オン・トップ - Get on Top - 3:18
6. カリフォルニケイション - Californication - 5:21
タイトル曲。シングルカット。歌詞中に故・カート・コバーンについて歌ったものが含まれており、オルタナティブ・ロックの結末とカリフォルニア州への様々な感情を歌った曲と言える。
7. イージリー - Easily - 3:51
8. ポースリン - Porcelain - 2:43
9. イミット・レマス - Emit Remmus - 4:00
10. アイ・ライク・ダート - I Like Dirt - 2:37
11. ディス・ベルベット・グローブ - This Velvet Glove - 3:45
フリー曰く「ロード・トリッピン」とシングルカットを迷った曲。
12. セイヴィアー - Savior - 4:52
13. パープル・ステイン - Purple Stain - 4:13
14. ライト・オン・タイム - Right on Time - 1:52
ライブの際はイントロとしてザ・クラッシュのLondon Callingが演奏されることが多い。
15. ロード・トリッピン - Road Trippin' - 3:25
シングルカット曲。ドラムレスのアコースティックソング。詞の内容はアンソニーとフリーが実際に行ったアメリカ放浪旅についてである。
16. ゴング・リ - Gong Li - 3:43
日本盤ボーナス・トラック